# Christine Antorini
Christine Antorini (ur. 23 maja 1965 w Jyllinge) – duńska polityk, parlamentarzystka, w latach 2011–2015 minister edukacji.

## Życiorys
Studiowała nauki polityczne na Uniwersytecie Aarhus (1985–1987), w 1994 ukończyła administrację na Uniwersytecie w Roskilde. Pracowała jako oficer prasowy i w pozarządowej organizacji konsumenckiej. W latach 2003–2004 była prezenterką w stacji telewizyjnej DR2, następnie do 2005 w administracji związku zawodowego HK/Danmark.
Od lat 80. działała w Socjalistycznej Partii Ludowej, od 1988 wchodziła w skład zarządu partii, w latach 1991–1998 pełniła funkcję jej wiceprzewodniczącej. Od początku lat 90. ubiegała się o mandat poselski. Wykonywała go w latach 1998–1999. Przeszła później do Socialdemokraterne. Z ramienia socjaldemokratów w 2005 powróciła do Folketingetu, uzyskiwała reelekcję w wyborach w 2007, 2011 i 2015.
Od października 2011 do czerwca 2015 sprawowała urząd ministra edukacji w pierwszym i drugim rządzie Helle Thorning-Schmidt.